# 오카바야시 유키
오카바야시 유키(일본어: 岡林 勇希, 2002년 2월 22일 ~ )는 일본의 프로 야구 선수이며, 현재 센트럴 리그인 주니치 드래건스의 소속 선수(외야수)이다. 미에현 마쓰사카시 출신이다.
형은 전 프로 야구 선수인 오카바야시 쓰바사이다. NPB에 있어서 21세기 태생의 첫 타격 타이틀 획득자이다.

## 상세 정보

### 출신 학교
- 미에 현립 고모노 고등학교

### 선수 경력
- 주니치 드래건스(2020년 ~ )

### 수상·타이틀 경력

#### 타이틀
- 최다 안타 : 1회(2022년) ※21세기 태생으로는 첫 타이틀 획득[3]

#### 수상

##### NPB
- 베스트 나인 : 2회(2022년, 2023년) ※외야수 부문, 2022년에는 센트럴 리그 외야수 부문에서는 역대 최연소 수상(20세 9개월)
- 골든 글러브상 : 2회(2022년, 2023년) ※외야수 부문
- 월간 MVP : 1회(2023년 7월) ※야수 부문
- 웨스턴 리그 우수 선수상 : 1회(2020년)

##### NPB 이외
- 드래건스 크라운상 : 우수 선수상 1회(2022년[4])

### 개인 기록

#### 첫 기록
- 첫 출장 : 2020년 7월 19일, 대 한신 타이거스 6차전(한신 고시엔 구장), 9회초에 다케다 겐고의 대타로 출장[5]
- 첫 타석 : 상동, 9회초에 이토 가즈오로부터 2루 땅볼[5]
- 첫 안타 : 2020년 7월 30일, 대 히로시마 도요 카프 9차전(MAZDA Zoom-Zoom 스타디움 히로시마), 7회초에 기쿠치 야스노리로부터 우전 안타[6]
- 첫 선발 출장 : 2020년 8월 2일, 대 도쿄 야쿠르트 스왈로스 9차전(나고야 돔), 1번·좌익수로 선발 출장[7]
- 첫 타점 : 2021년 9월 29일, 대 요미우리 자이언츠 24차전(반테린 돔 나고야), 5회말에 다카하시 유키로부터 오른쪽 희생 플라이[8]
- 첫 도루 : 2021년 10월 12일, 대 도쿄 야쿠르트 스왈로스 22차전(반테린 돔 나고야), 4회말에 2루 안착(투수: 오가와 야스히로, 포수: 고가 유다이)[9][10]
- 첫 홈런 : 2023년 5월 12일, 대 도쿄 야쿠르트 스왈로스 6차전(메이지 진구 야구장), 1회초에 다카나시 히로토시로부터 우월 2점 홈런[11][12]

#### 기타
- 한 경기 2개의 3루타 : 2023년 8월 4일, 대 도쿄 야쿠르트 스왈로스 15차전(반테린 돔 나고야), 1회말에 사이 스니드로부터 중월 3루타, 4회말에 호시 도모야로부터 우중간 3루타 ※센트럴 리그 타이 기록[13]
- 29경기 연속 안타 : 2023년 7월 11일 ~ 2023년 8월 19일 ※역대 9위 타이, 주니치 구단 역사상 최장[14]
- 2년 연속 두 자릿수 3루타 : 2022년 ~ 2023년 ※나카 도시오, 부스지마 쇼이치 이후 61년 만이자 역대 5번째[15]

### 등번호
- 60(2020년 ~ )

### 연도별 타격 성적
| 연 도      | 소 속      | 경 기 | 타 석 | 타 수 | 득 점 | 안 타 | 2 루 타 | 3 루 타 | 홈 런 | 루 타 | 타 점 | 도 루 | 도 루 자 | 희 생 번 | 희 생 플 | 볼 넷 | 고 4 | 사 구 | 삼 진 | 병 살 타 | 타 율 | 출 루 율 | 장 타 율 | O P S |
| ---------- | ---------- | ----- | ----- | ----- | ----- | ----- | ------- | ------- | ----- | ----- | ----- | ----- | -------- | -------- | -------- | ----- | ---- | ----- | ----- | -------- | ----- | -------- | -------- | ----- |
| 2020년     | 주니치     | 6     | 7     | 7     | 2     | 2     | 0       | 0       | 0     | 2     | 0     | 0     | 0        | 0        | 0        | 0     | 0    | 0     | 2     | 0        | .286  | .286     | .286     | .571  |
| 2021년     | 주니치     | 24    | 62    | 59    | 6     | 15    | 4       | 0       | 0     | 19    | 4     | 2     | 0        | 1        | 1        | 1     | 0    | 0     | 13    | 1        | .254  | .262     | .322     | .584  |
| 2022년     | 주니치     | 142   | 608   | 553   | 58    | 161   | 25      | 10      | 0     | 206   | 32    | 24    | 6        | 22       | 1        | 29    | 1    | 3     | 67    | 4        | .291  | .329     | .373     | .702  |
| 2023년     | 주니치     | 143   | 633   | 584   | 61    | 163   | 21      | 10      | 3     | 213   | 31    | 12    | 8        | 9        | 1        | 39    | 1    | 0     | 89    | 11       | .279  | .324     | .365     | .688  |
| 통산 : 4년 | 통산 : 4년 | 315   | 1310  | 1203  | 127   | 341   | 50      | 20      | 3     | 440   | 67    | 38    | 14       | 32       | 3        | 69    | 2    | 3     | 174   | 16       | .283  | .323     | .366     | .689  |

- 2023년 시즌 종료 기준
- 굵은 글씨는 시즌 최고 성적

### 연도별 타격 성적 소속 리그내에서의 순위
| 연 도 | 연 령 | 리 그       | 타 율 | 안 타 | 2 루 타 | 3 루 타 | 홈 런 | 타 점 | 도 루 | 출 루 율 |
| ----- | ----- | ----------- | ----- | ----- | ------- | ------- | ----- | ----- | ----- | -------- |
| 2020  | 18    | 센트럴 리그 | -     | -     | -       | -       | -     | -     | -     | -        |
| 2021  | 19    | 센트럴 리그 | -     | -     | -       | -       | -     | -     | -     | -        |
| 2022  | 20    | 센트럴 리그 | 7위   | 1위   | -       | 1위     | -     | -     | 2위   | -        |
| 2023  | 21    | 센트럴 리그 | -     | 3위   | -       | 2위     | -     | -     | 5위   | -        |

- ‘-’는 10위 미만(타율, OPS는 규정 타석에 도달하지 않은 경우에도 ‘-’로 표기)
- NPB의 타격 부문 타이틀은 수위 타자, 최다 홈런, 최다 타점, 최다 도루, 최다 안타, 최고 출루율

### 연도별 수비 성적
| 연도 | 소속   | 외야  | 외야  | 외야  | 외야  | 외야  | 외야     |
| 연도 | 소속   | 경 기 | 척 살 | 보 살 | 실 책 | 병 살 | 수 비 율 |
| ---- | ------ | ----- | ----- | ----- | ----- | ----- | -------- |
| 2020 | 주니치 | 3     | 2     | 0     | 0     | 0     | 1.000    |
| 2021 | 주니치 | 17    | 30    | 0     | 0     | 0     | 1.000    |
| 2022 | 주니치 | 140   | 284   | 7     | 5     | 2     | .983     |
| 2023 | 주니치 | 143   | 312   | 4     | 6     | 1     | .981     |
| 통산 | 통산   | 303   | 628   | 11    | 11    | 3     | .983     |

- 2023년 시즌 종료 기준.
- 굵은 글씨는 시즌 최고 성적.
- 연도에서 굵은 글씨는 골든 글러브상 수상 연도.